# Huwelijksmeerderjarigheid
De nuptiale, matrimoniale of huwelijksmeerderjarigheid is de leeftijd vanaf wanneer iemand een huwelijk kan sluiten zonder ouderlijke toestemming. Dit begrip valt niet noodzakelijk samen met de algemene meerderjarigheid. Het is ook te onderscheiden van de huwbare leeftijd, hoewel beide in steeds meer rechtsstelsels naar elkaar toe zijn gegroeid.

## Geschiedenis
In het Romeinse recht stonden kinderen onder de potestas van de pater familias. Ze konden op geen enkele leeftijd trouwen zonder de toestemming van deze ascendent.
De Kerk doorbrak deze situatie. Het canoniek recht voerde in de 12e eeuw de leer van Lombardus in, volgens dewelke de toestemming van de trouwers volstond van zodra de jongen veertien jaar was en het meisje twaalf (Sufficiat solus consensus eorum, de quorum coniunctionibus agitur). Dit werd bevestigd door het Concilie van Trente. Het gebrek aan ouderlijke toestemming werd weliswaar als een zonde aangemerkt, maar tastte de geldigheid van het huwelijk niet aan.
Het wereldlijk gezag reageerde hiertegen om huwelijken tussen personen van ongelijke stand tegen te gaan. Koning Hendrik II van Frankrijk vaardigde in februari 1556 een edict uit dat de huwelijksmeerderjarigheid voor mannen op 30 jaar stelde en voor vrouwen op 25 jaar. Aanvankelijk was de sanctie onterving, maar het straffenarsenaal werd geleidelijk uitgebreid en onder invloed van de legisten werd het ontbreken van ouderlijke toestemming uiteindelijk een nietigheidsgrond, via het vermoeden van rapt de séduction (schaking door verleiding).
De Franse Revolutie perkte de macht van de ouders weer in. De huwelijksmeerderjarigheid werd voor mannen en vrouwen gelijkgetrokken en verlaagd tot de algemene meerderjarigheid van 21 jaar. Door de Franse expansie gold deze wet ook in het latere België en Nederland. De Code Napoléon verhoogde de leeftijd voor mannen weer tot 25 jaar (artikel 148). In België werd dit bij wet van 30 april 1896 weer teruggebracht tot 21 jaar. Vervolgens zorgde de wet van 19 januari 1990 voor een verlaging tot 18 jaar voor beide geslachten. Dit werd meteen ook de huwbare leeftijd, zij het dat minderjarigen konden trouwen met toestemming van de ouders of van de rechtbank.

## Voetnoten
1. ↑  Décret du 20 septembre 1792 qui détermine le mode de constater l'état civil des citoyens (titel IV, afdeling I, artikel 2)